# Andreï Zalizniak
Pour les articles homonymes, voir Zalizniak.
Andreï Anatolievitch Zalizniak (en russe : Андрей Анатольевич Зализняк), né le 29 avril 1935 à Moscou et mort le 24 décembre 2017 à Moscou, est un linguiste soviétique puis russe, membre de la Société de Linguistique de Paris de 1957 à 2017, de l'Académie des sciences de Russie de 1997 à 2017, du Linguistic Society of America (en) de 1985 à 2017, de l'Académie des sciences de Göttingen de 1998 à 2017.

## Biographie
Encore étudiant à la Faculté des Lettres (филологический факультет) de l'université de Moscou, Andreï Zalizniak séjourna à Paris durant l'année 1956-1957 au titre d'élève étranger de l'École normale supérieure de la rue d'Ulm. De retour en Russie, il rédigea le premier dictionnaire russe-français intégrant une description morphologique raisonnée des vocables (1961).
Influencé par le structuralisme et l'enseignement d'André Martinet, il a fourni une description systématique de la morphologie russe dans sa monographie Flexion du nom russe, 1967, puis dans son Dictionnaire grammatical du russe, 1977. Les deux ouvrages sont devenus une base incontournable non seulement pour l'étude de la morphologie, mais aussi pour l'analyse automatique des textes russes ; de nombreux logiciels s'en inspirent très largement. Les paradigmes accentuels du russe contemporain y furent considérablement précisés. Les inventaires des désinences ont permis de poser sur de nouvelles bases la question du nombre de cas en russe (question soulevée à la suite de A. Zalizniak par Igor Meltchouk). Cette description s'appuie crucialement sur une théorie novatrice de l'écriture du russe, dont on retrouve des échos dans les travaux de Michel Chicouène et I. M. Loginova. De nombreux travaux de A. Zalizniak portent sur la graphématique russe et vieux-russe.
Depuis 1981, A. Zalizniak participe, au titre de spécialiste des textes russes médiévaux, aux expéditions archéologiques dirigées par le professeur Valentin Ianine sur le site de la ville de Novgorod. Ses descriptions et interprétations des documents sur écorce de bouleau ont permis de reconstruire la grammaire de cet idiome si différent des parlers vieux-russes connus ailleurs. Une partie de ce travail - qui se poursuit - est regroupée dans la monographie Le vieux novgorodien, 1995, 2e ed. 2004.
A. Zalizniak est également un éminent spécialiste de l'accentologie slave (De l'accentuation protoslave à l’accentuation russe russe, Moscou, 1985), et l'auteur d'une grammaire de sanskrit. Dans un ouvrage plus récent, en emboitant le pas de Roman Jakobson dans sa diatribe qui l'opposa en particulier aux slavistes français Louis Léger et André Mazon, il s'applique à rejeter la suspicion de contrefaçon du XVIIIe siècle émise au sujet du Dit de la campagne d'Igor, poème médiéval dont l'original fut perdu. Signalons enfin ses travaux en collaboration avec son épouse, la linguiste Ielena Padoutcheva, en particulier une description typologique des subordonnées relatives.

## Publications

### Monographies
- Petit dictionnaire pratique russe-français. Moscou, 1961. 632 p. 2e éd. 1964, 3e éd. 1969, 4e éd. 1978.
- La flexion nominale russe (Russkoe imennoe slovoizmenenie). Moscou, 1967. 370 p.
- 200 problèmes de linguistique et de mathématiques (200 zadach po jazykovedeniju i matematike ). Moscou, 1972. 252 p. (en collaboration avec plusieurs auteurs).
- Dictionnaire grammatical du russe (Grammaticheskij slovar' russkogo jazyka). Moscou, 1977. 879 p. 2e éd. 1980, 3e éd. 1987.
- Grammaire concise du sanscrit (Grammaticheskij ocherk sanskrita). Appendice au Dictionnaire sanscrit-russe de V.A. Kotchergina, Moscou, 1978. 2e éd. 1987.
- Problèmes de linguistique (Lingvisticheskie zadachi). Moscou, 1983. 223 p. (en collaboration avec plusieurs auteurs).
- De l'accentuation protoslave à l’accentuation russe (Ot praslavjanskoj akcentuacii k russkoj). Moscou, 1985. 428 p.
- Documents novgorodiens sur écorce de bouleau. Fouilles des années de 1977-1983 (Novgorodskije gramoty na bereste. Iz raskopok 1977-1983 godov). Moscou, 1986. 311 p. (en collaboration avec V.L. Yanine).
- « Merilo Pravednoe » du XIVe siècle comme source de données accentologiques ("Merilo Pravednoe" XIV veka kak akcentologicheskij istochnik). Munich Otto Sagner, 1990. 183 p.
- Documents novgorodiens sur écorce de bouleau. Fouilles des années 1984-1989 (Novgorodskie gramoty na bereste. Iz raskopok 1984-1989 godov). Moscou, 1993. 352 p. (en collaboration avec V.L. Yanine).
- Le dialecte vieux-novgorodien (Drevnenovgorodskij dialekt). Moscou, 1995. 720 p.
- Documents novgorodiens sur écorce de bouleau. Fouilles des années de 1990-1996 (Novgorodskie gramoty na bereste. Iz raskopok 1990-1996 godov). Moscou, 2000. 431 p. (en collaboration avec V.L. Yanine).
- « La flexion nominale russe » et travaux choisis en linguistique russe et générale (« Russkoe imennoe slovoizmenenie » s prilozheniem izbrannyx rabot po sovremennomu russkomu jazyku i obshchemu jazykoznaniju). Moscou, 2002. 750 p.

### Articles
- Essai d'analyse d'un système sémiotique relativement simple, 1962.
- Problèmes des relations slavo-iraniennes de l'ancienne période, 1962.
- Les voyelles mobiles dans la flexion russe, 1963.
- Matériaux pour l'étude de la structure morphologique des substantifs dans les anciennes langues germaniques, 1963-4.
- L’accent dans la déclinaison russe contemporaine, 1963.
- Le genre et la catégorie de l'animé en russe moderne, 1964.
- La signification du terme « cas » dans les descriptions linguistiques, 1973.
- La classification morphonologique des racines verbales sanscrites (1975)
- Contribution à la typologie de la phrase relative, 1975, en collaboration Avec E.V. Padoucheva.
- Lois de l'accentuation des monosyllabes masculins russes (1977).
- La notion de graphème (O ponjatii grafemy), Balcanica. Lingvisticheskie issledovanija, Moscou, 1979. p. 134–152. Repris dans le livre : A. A. Zaliznjak, « Russkoe imennoe slovoizmenenie» s prilozheniem izbrannyx rabot po sovremennomu russkomu jazyku i obshchemu jazykoznaniju, Moscou, 2002. p. 559–576.
- L'opposition des pronoms relatifs et interrogatifs en vieux russe (Protivopostavlenie otnositel'nyx i voprositel'nyx mestoimenij v drevnerusskom), Balto-slavjanskie issledovanija 1980. Moscou, 1981. p. 89–107.
- De la situation linguistique dans l’ancienne cité de Novgorod (O jazykovoj situacii v drevnem Novgorode), Russian Linguistics, 11 (1987), no 2–3, p. 115-132.
- La structure du texte des lettres vieux russes sur écorce de bouleau (Tekstovaja struktura drevnenovgorodskix pisem na bereste), Issledovanija po strukture teksta. Moscou, 1987. p. 147–182.
- La « koinê » de Novgorod (Drevnenovgorodskoe kojne), Balto-slavjanskie issledovanija, 1986. Moscou, 1988 : p. 60-78.
- Le dialecte vieux novgorodien et la division du protoslave tardif (Novgorodskie berestjanye gramoty i problemy dialektnogo chlenenija pozdnego praslavjanskogo jazyka), Slavjanskoe jazykoznanie. X Mezhdunarodnyj s”ezd slavistov. Doklady sovetskoj delegacii. Moscou, 1988. p. 164–177.
- Un emploi spécial du présent perfectif dit « présent de l'attente frustrée », 1990.
- Les lettres sur écorce de bouleau au regard des postulats traditionnels de la slavististique et vice versa (Berestjanye gramoty pered licom tradicionnyx postulatov slavistiki i vice versa), Russian Linguistics, 15 (1991), no 3, p. 217–245.
- D’une lettre sur écorce de bouleau datée du XIIe siècle (Ob odnoj berestjanoj gramote XII veka), Words are physicians for an ailing mind. Munich, 1991. p. 503–508.
- La participation des femmes à la correspondance vieux russe sur écorce de bouleau, 1992.
- La règle de la chute des voyelles finales en russe, 1992.
- La charte de Varlaam de Khoutyn (1993 ; avec V.L. Yanine). “Vkladnaja gramota Varlaama Xutynskogo » // Russian Linguistics, 16 (1992/1993), no 2–3. p. 185–202.
- Une lettre d'amour vieux russe du XIe siècle, 1995.
- À propos d’un réflexe jusqu’alors inconnu des groupes du type *TŭrT (Ob odnom ranee neizvestnom reflekse sochetanij tipa *TŭrT v drevnenovgorodskom Dialekte), Balto-slavjanskie issledovanija. 1988–96. Moscou, 1997, p. 250–258.
- Observations sur le manuel de russe de Tönnies Fenne, 1998.
- Série d’articles en collaboration avec V.L. Yanine sous le titre générique Les écorces de bouleau, fouilles des années… = Serija statej v soavtorstve s V.L.JAninym pod tipovym nazvaniem «Berestjanye gramoty iz raskopok takix-to let» (Voprosy jazykoznanija, depuis 1994).
- Au sujet des anciens abécédaires cyrilliques (O drevnejshix kirillicheskix abecedarijax), Poètika. Istorija literatury. Lingvistika. Sbornik k 70-letiju Vjacheslava Vsevolodovicha Ivanova. Moscou, 1999. p. 543–576.
- Paléographie des lettres sur écorces de bouleau et datation non stratigraphique (Paleografija berestjanyx gramot i ix vnestratigraficheskoe datirovanie). In : V.L.Yanine, A.A.Zaliznjak. Novgorodskie gramoty na bereste (iz raskopok 1990–1996 gg.). Moscou, 2000. p. 134–429.
- La linguistique selon Fomenko (Lingvistika po A.T.Fomenko), Istorija i antiistorija (Kritika «novoj xronologii» akademika A.T.Fomenko). Moscou, 2000. p. 18–75. (2-e izd. Moscou, 2001).
- Novgorodskij kodeks pervoj chetverti XI v. — drevnejshaja kniga Rusi (v soavtorstve s V.L. JAninym) // Voprosy jazykoznanija. 2001, no 5. p. 3–25.

- Les graphies vieux-russes confondant “-o et ‘-e (Drevnerusskaja grafika so smesheniem “–o i '–e), 2002. In : A. A. Zaliznjak. « Russkoe imennoe slovoizmenenie» s prilozheniem izbrannyx rabot po sovremennomu russkomu jazyku i obshchemu jazykoznaniju. Moscou, 2002. p. 577–612.
- Tétralogie « Du paganisme au Christ », Codex novogorodien du XIe siècle (Tetralogija «Ot jazychestva k Xristu» iz Novgorodskogo kodeksa XI veka), Russkij jazyk v nauchnom osveshchenii, 2002, no 4.